# Oleg Alexejewitsch Protopopow
Oleg Alexejewitsch Protopopow (russisch Олег Алексеевич Протопопов; englisch Oleg Protopopov; * 16. Juli 1932 in Leningrad, Russische SFSR, Sowjetunion; † 31. Oktober 2023 in Interlaken, Schweiz) war ein sowjetisch-russischer Eiskunstläufer, der im Paarlauf startete. Im Jahr 1995 erhielt er die Schweizer Staatsbürgerschaft.

## Ausbildung
Protopopow studierte Sport an der Staatlichen Pädagogischen Hochschule „A. I. Herzen“ in Leningrad.

## Karriere
Protopopow begann seine Paarlaufkarriere mit Margarita Bogojawlenskaja. Gemeinsam wurden sie bei den sowjetischen Meisterschaften 1953 und 1954 Dritte. Bereits im Jahr 1953 war Protopopow Ljudmila Beloussowa bei einem in Moskau ausgetragenen Wettkampf begegnet. Am 28. August 1954 absolvierten sie ihren ersten gemeinsamen Paarlauf. Ihr Trainer war zunächst Igor Moskwin, dann Peter Orlow. Anschließend trainierten sie selbständig in Woskressensk bei Moskau, wobei sie von Stanislaw Schuk, den Protopopow noch aus Leningrad kannte, unterstützt wurden. Im Jahr 1957 heirateten sie.
Sein Debüt bei Welt- und Europameisterschaften hatte das Paar im Jahr 1958. Sie waren zu diesem Zeitpunkt das zweitbeste sowjetische Eiskunstlaufpaar nach Nina und Stanislaw Schuk, hinter denen sie 1957 bis 1959 und 1961 sowjetische Vizemeister wurden. 1960 in Squaw Valley bestritten sie ihre ersten Olympischen Spiele und beendeten sie auf dem neunten Platz.

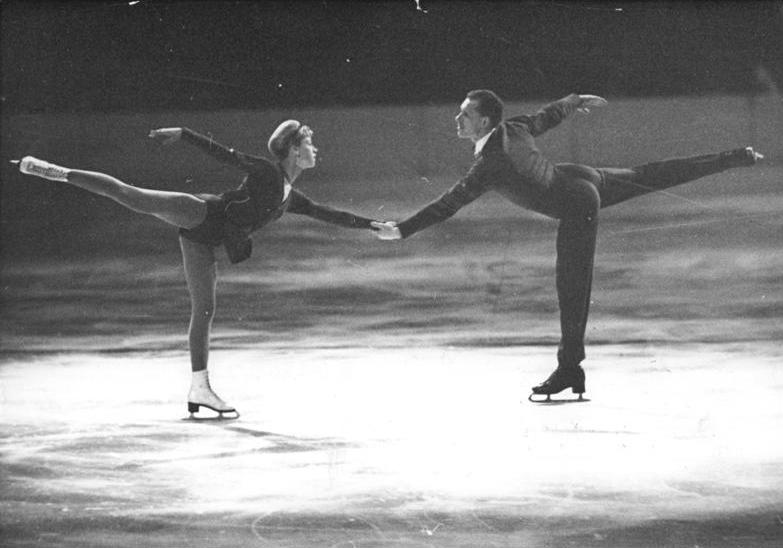
Oleg Protopopow und Ljudmila Beloussowa in Berlin, 1963

Im Jahr 1962 wurden Protopopow und Beloussowa zum ersten Mal sowjetische Meister. Sie verteidigten diesen Titel bis 1968 mit Ausnahme des Jahres 1965. Als amtierende sowjetische Meister gewannen sie 1962 auch ihre ersten bedeutenden internationalen Medaillen. In Genf wurden sie Vize-Europameister hinter Marika Kilius und Hans-Jürgen Bäumler und in Prag Vize-Weltmeister hinter den Kanadiern Maria und Otto Jelinek. Sowohl bei den Europameisterschaften 1963 und 1964 als auch bei den Weltmeisterschaften 1963 und 1964 errangen sie die Silbermedaille hinter Kilius und Bäumler. Bei den Olympischen Spielen 1964 in Innsbruck jedoch gelang es ihnen, die hoch favorisierten Deutschen zu bezwingen. Das war der einzige Sieg über Kilius und Bäumler und das erste olympische Gold für die Sowjetunion im Eiskunstlauf. 1965 wurden Protopopow und Beloussowa in Moskau zum ersten Mal Europameister und in Colorado Springs zum ersten Mal Weltmeister. Es waren die ersten Titel für die Sowjetunion bei Welt- und Europameisterschaften im Eiskunstlauf. Das Paar konnte den WM-Titel 1966 in Davos, 1967 in Wien und 1968 in Genf verteidigen und ebenso den EM-Titel 1966 in Bratislava, 1967 in Ljubljana und 1968 in Västerås. 1968 verteidigten sie bei den Olympischen Spielen in Grenoble auch ihren Olympiatitel, dabei verwiesen sie ihre Landsleute Tatjana Schuk und Alexander Gorelik auf den Silberrang. Sie waren auf dem Höhepunkt ihrer Karriere angekommen. In jener Zeit entwickelten er und seine Partnerin eine riskante Figur, die Protopopow-Spirale.

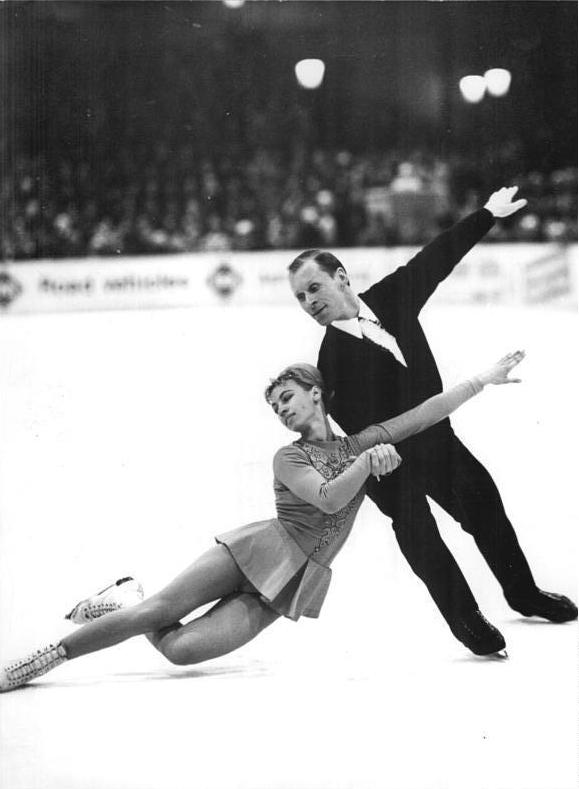
Oleg Protopopow und Ljudmila Beloussowa in Karl-Marx-Stadt, 1968

1969 bestritten sie ihre letzte Welt- und Europameisterschaft. Beide Male mussten sie sich der Konkurrenz aus dem eigenen Land geschlagen geben. Bei der Europameisterschaft reichte es noch zu Silber hinter Irina Rodnina und Alexei Ulanow, bei der Weltmeisterschaft wurden sie auch noch von Tamara Moskwina und Alexei Mischin auf den Bronzerang verdrängt. In den Jahren 1970 und 1971 traten Protopopow und Beloussowa noch bei den sowjetischen Meisterschaften an, schafften es aber nicht mehr auf das Podium, 1972 wurden sie noch einmal Dritte. Sie bestachen durch ihre Eleganz, wurden aber nicht mehr für die Olympischen Spiele 1972 in Sapporo nominiert, da der Geschmack inzwischen auf den von Irina Rodnina und Alexej Ulanow verkörperten sportlichen Laufstil umgeschwenkt war und der Verband meinte, Protopopow und Beloussowa seien zu alt.
Ab 1972 traten Protopopow und Beloussowa als Solisten des Eisballetts in Leningrad auf. 1979 baten sie während einer Gastspielreise in der Schweiz um Asyl. Sie erhielten 1995 die schweizerische Staatsbürgerschaft und wohnten in Grindelwald.
Auch nach Erreichen des 70. Lebensjahrs traten sie weiterhin auf. 2003 folgte das Paar einer Einladung des russischen Sportministers Wjatscheslaw Fetissow und besuchte am 25. Februar 2003 erstmals nach über 20 Jahren wieder seine russische Heimat.
2017 starb Ljudmila Beloussowa.

## Ergebnisse

### Paarlauf
(mit Ljudmila Beloussowa)
| Wettbewerb / Jahr           | 1953 | 1954 | 1955 | 1956 | 1957 | 1958 | 1959 | 1960 | 1961 | 1962 | 1963 | 1964 | 1965 | 1966 | 1967 | 1968 | 1969 | 1970 | 1971 | 1972 |
| --------------------------- | ---- | ---- | ---- | ---- | ---- | ---- | ---- | ---- | ---- | ---- | ---- | ---- | ---- | ---- | ---- | ---- | ---- | ---- | ---- | ---- |
| Olympische Winterspiele     |      |      |      |      |      |      |      | 9.   |      |      |      | 1.   |      |      |      | 1.   |      |      |      |      |
| Weltmeisterschaften         |      |      |      |      |      | 13.  |      | 8.   |      | 2.   | 2.   | 2.   | 1.   | 1.   | 1.   | 1.   | 3.   |      |      |      |
| Europameisterschaften       |      |      |      |      |      | 10.  | 7.   | 4.   |      | 2.   | 2.   | 2.   | 1.   | 1.   | 1.   | 1.   | 2.   |      |      |      |
| Sowjetische Meisterschaften | 3.*  | 3.*  | 3.   | 4.   | 2.   | 2.   | 2.   |      | 2.   | 1.   | 1.   | 1.   |      | 1.   | 1.   | 1.   | 2.   | 4.   | 6.   | 3.   |

* mit Margarita Bogojawlenskaja